# Nevil Sidgwick
Nevil Vincent Sidgwick (Oxford, 8 de maio de 1873 — Oxford, 15 de março de 1952) foi um químico inglês. Contribuiu significativamente com a teoria da valência e ligações químicas.

## Carreira
Sidgwick foi absorvido pelo estudo da estrutura atômica e sua importância nas ligações químicas. Ele explicou a ligação em compostos de coordenação (complexos), com uma explicação convincente do significado da ligação dativa. Juntamente com seus alunos, ele demonstrou a existência e a ampla importância da ligação de hidrogênio. Ele foi eleito membro da Royal Society em 1922.
Em 1927, ele propôs o efeito do par inerte que descreve a estabilidade dos átomos do bloco p mais pesados em um estado de oxidação dois a menos que o máximo. Em 1940, sua palestra Bakerian com Herbert Marcus Powell correlacionou a geometria molecular com o número de elétrons de valência em um átomo central. Estas ideias foram posteriormente desenvolvidas na teoria VSEPR por Gillespie e Nyholm.
Nevil Vincent Sidgwick morreu, solteiro, no Acland Nursing Home, Oxford, em 15 de março de 1952

## Trabalhos selecionados
- The Organic Chemistry of Nitrogen (1910)
- The Electronic Theory of Valency (1927)
- Some Physical Properties of the Covalent Link in Chemistry (1933)
- The Chemical Elements and their Compounds (1950)